# Imre Waldbauer
Imre Waldbauer   (Budapest, 3 de març de 1892 - Iowa City, 4 de desembre de 1952) va ser un violinista i professor de música hongarès.

## Biografia
Nascut a Budapest com a fill de Josef Waldbauer, del qual va adquirir un alt nivell de coneixement de l'instrument del violí. Waldbauer va continuar els seus estudis a l'Acadèmia de Música, on, entre d'altres, era alumne de Jenő Hubay. Va viure a Hongria fins al 1945, va treballar com a professor de violí i viola a l'Acadèmia de Música de Budapest i, juntament amb el violoncel·lista Jenő Kerpely, Antal Molnár (viola) i Egon Kornstein (2n violí), i més tard János Temesváry (2n violí), va fundar el 1910 el Waldbauer-Kerpely-Quartett ("Quartet de corda hongarès"). Conjunt de cambra, que ràpidament es va fer molt conegut i popular a casa, ha aconseguit èxits a l'estranger com el Quartet de corda hongarès, i que va estar actiu fins 1945.
Amic de Béla Bartók, Zoltán Kodály i Ernő Dohnányi, va estrenar moltes de les seves obres per a violí i va ser un important intèrpret de la seva música de cambra amb el seu quartet.
El Waldbauer-Kerpely String Quartet va tenir un paper important en la presentació i interpretació d'obres modernes de música de cambra hongaresa, entre d'altres les primeres obres de Zoltán Kodály i Béla Bartók en les seves actuacions. Van obtenir un mèrit indiscutible presentant les obres de László Lajtha i Leó Weiner, però també van interpretar obres d'autors moderns estrangers, com les composicions de música de cambra de Paul Hindemith i Arnold Schönberg. Van donar concerts per tot Europa anualment, sovint visitant escenaris de concerts als Països Baixos, França i Alemanya. Van fer una gira de concerts a Anglaterra durant molts anys. És especialment interessant que l'any 1927, a les celebracions de Beethoven a Londres, en la seva interpretació es van tocar les composicions de quartet de corda del gran compositor.
A més d'acollir estudiants particulars, Imre Waldbauer es va convertir en professor de violí al curs de música "Székesfőváros" finançat per l'estat el 1913-1914. A finals de 1914 va ser cridat al servei militar. Va tornar a Budapest des del camp de batalla el 1918, després de la qual cosa va ser professor a l'Acadèmia de Música per primera vegada el 1918-1919. Més tard, el curs 1927-1928, va tornar a rebre una tasca de docent, i el juny de 1934 també va rebre el seu nomenament definitiu. Des d'aleshores, fou professor de violí a l'Acadèmia de Música. A més del departament major de violí, va ser el cap del departament de formació de professors de violí i també va ser nomenat professor de música de cambra al llarg del temps. Després de la Segona Guerra Mundial. Va ser convidat a Amèrica, i el 1945 es va traslladar als Estats Units, on va ensenyar a la Universitat d'Iowa fins a la seva mort. Entre els seus alumnes hi havia Paul Rolland, Kató Havas, Vilmos Tátrai, Robert Gerle, Dene Olding i Dénes Zsigmondy.

## Els seus famosos alumnes
Entre els seus alumnes hi ha músics reconeguts com el violista Pál Lukács, professor de violí i veu, cap de departament, posteriorment vicerector de l'Acadèmia de Música, o György Pauk, violinista que va arribar a ser cap del departament de violí de la Royal Academy of Music a l'any. Londres, Kató Havas, violinista resident a Oxford -professor Sándor Frigyes, violinista, director d'orquestra i professor de violí, i com a professor de música de cambra, va formar estudiants que es van fer famosos mundialment, com el violoncel·lista János Starker, el compositor András Mihály i el director d'orquestra de fama mundial. György Solti.
Waldbauer va morir a Iowa City als 60 anys.

## Dades d'interès
Segons un article publicat a The New York Times l'any 1972, es va trobar un manuscrit del quintet de pianos de Béla Bartók fins ara desconegut i inèdit en poder d'Imre Waldbauer.

## Més informació
- Museu Hongarès de fotografia[/http://fotomuzeum.hu/fotografiak/ronai_denes__waldbauer_imre_heged__m__vesz]
- Quartet de corda Waldbauer-Kerpely / Acadèmia de música Ferenc Liszt //List Academy. hu/nagy_tanarok-hires_regi_tanitvanyok/148+&cd=38&hl=hu&ct=clnk&gl=hu